# محمد المنصور
محمد المنصور (عربی: محمد المنصور؛ زادهٔ ۹ ژوئیهٔ ۱۹۴۸) هنرپیشه اهل کشور کویت است. نام اصلی وی «محمد عبدالله خلیفه المنصور العرفج» می‌باشد. سه تن از برادران این هنرمند نیز بازیگر هستند.